# Bisdom Serrinha
Het bisdom Serrinha (Latijn: Dioecesis Serrignensis) is een rooms-katholiek bisdom met als zetel Serrinha, in Brazilië. Het bisdom is suffragaan aan het aartsbisdom Feira de Santana.

## Geschiedenis
Het bisdom werd opgericht op 21 september 2005, uit delen van het aartsbisdom Feira de Santana en het bisdom Paulo Afonso.

## Parochies
Het bisdom had in 2020 een oppervlakte van 17.169 km2 en telde 594.800 inwoners waarvan 83,0% rooms-katholiek was.

## Bisschoppen
- Ottorino Assolari (21 september 2005 - 3 februari 2021)
- Hélio Pereira dos Santos (3 februari 2021 - heden)

Feira de Santana (aartsbisdom) · Barra · Barreiras · Bonfim · Irecê · Juazeiro · Paulo Afonso · Ruy Barbosa · Serrinha